# یواس‌اس ابسگامی (اس‌پی-۳۷۱)
یواس‌اس ابسگامی (اس‌پی-۳۷۱) (به انگلیسی: USS Absegami (SP-371)) یک کشتی بود که طول آن 75’ بود. این کشتی در سال ۱۹۱۶ ساخته شد.